# Joseph Cross
Joseph Michael Cross (New Brunswick, 28 maggio 1986) è un attore statunitense, già popolare attore bambino tra il 1997 e il 2001, e quindi attivo come attore in teatro, al cinema e in televisione.

## Biografia
Nato nel New Jersey, figlio di Maureen e Michael Cross, ha quattro tra fratelli e sorelle, Liz, Brian, James e Andrew. 
Tra il 1997 e il 2001 è tra i più richiesti attori bambini del cinema e della televisione americana. Debutta all'età di undici anni nel film televisivo L'aurora boreale, che lo vedeva recitare al fianco di Diane Keaton. Il suo debutto cinematografico avviene nel 1998 nel film Soluzione estrema, dove interpretava il figlio di Andy García, successivamente ottiene ruoli di rilievo nei film Ad occhi aperti e Jack Frost, entrambi del 1998. Inizia a lavorare per la televisione, con piccole parti in serie televisive come Il tocco di un angelo, Squadra emergenza, Smallville, Law & Order - I due volti della giustizia, ma trova l'affermazione grazie al ruolo di Casey Hughes nella soap opera Così gira il mondo, ruolo interpretato dal 1999 al 2004.
La sua carriera non conosce interruzioni con il passaggio all'età adulta. Ha esordito in teatro nel 2003, nella commedia di Landscape of the Body, al fianco di Lili Taylor e Michael Gaston. Dopo la parentesi televisiva, torna a lavorare per il cinema, recitando nel 2006 film di Clint Eastwood Flags of Our Fathers. Sempre nel 2006 interpreta Augusten Burroughs nel film Correndo con le forbici in mano, tratto da un libro di memorie dello stesso Burroughs: la sua straordinaria interpretazione gli vale un Satellite Award. Hollywood inizia ad accorgersi di lui e viene affiancato a Diane Lane nel thriller Nella rete del serial killer, dove interpreta appunto un disturbato serial killer on-line. Gus Van Sant gli affida una parte nel suo Milk del 2008.

## Filmografia

### Attore

#### Cinema
- Soluzione estrema (Desperate Measures), regia di Barbet Schroeder (1998)
- Ad occhi aperti (Wide Awake), regia di M. Night Shyamalan (1998)
- Jack Frost, regia di Troy Miller (1998)
- Strangers with Candy, regia di Paul Dinello (2005)
- Homecoming, regia di Jonathan Betzler (2005)
- Flags of Our Fathers, regia di Clint Eastwood (2006)
- Correndo con le forbici in mano (Running with Scissors), regia di Ryan Murphy (2006)
- Nella rete del serial killer (Untraceable), regia di Gregory Hoblit (2008)
- Milk, regia di Gus Van Sant (2008)
- Falling Up, regia di David M. Rosenthal (2009)
- Son of Morning, regia di Yaniv Raz (2011)
- Born to Race, regia di Alex Ranarivelo (2011)
- Edwin Boyd, regia di Nathan Morlando (2011)
- Lincoln, regia di Steven Spielberg (2012)
- Jimmy P. (Jimmy P. (Psychotherapy of a Plains Indian)), regia di Arnaud Desplechin (2013)
- Last Weekend, regia di Tom Dolby e Tom Williams (2014)
- The Automatic Hate, regia di Justin Lerner (2015)
- The Last Film Festival, regia di Linda Yellen (2016)
- Mank, regia di David Fincher (2020)
- Licorice Pizza, regia di Paul Thomas Anderson (2021)

#### Televisione
- L'aurora boreale (Northern Lights), regia di Linda Yellen - film TV (1997)
- Dellaventura - serie TV, episodio 1x11 (1997)
- Il tocco di un angelo (Touched by an Angel) - serie TV, episodio 5x9 (1998)
- Saint Maybe - film TV, regia di Michael Pressman (1998)
- Così gira il mondo (As the World Turns) - serie TV, episodi sconosciuti (1999-2004)
- Il mistero della fonte (The Spring) - Film TV, regia di David Jackson (2000)
- Camelot - Squadra emergenza (Third Watch) - serie TV, episodi 4x13 e 4x20 (2003)
- The O'Keefes - serie TV, 8 episodi (2003)
- Smallville - serie TV, episodio 3x12 (2004)
- Law & Order - Unità vittime speciali (Law & Order: Special Victims Unit) - serie TV, episodio 5x16, 24x18 (2004, 2023)
- Law & Order - I due volti della giustizia (Law & Order) - serie TV, episodio 15x15 (2005)
- Elementary – serie TV, 1 episodio (2015)
- Big Little Lies - Piccole grandi bugie (Big Little Lies) – miniserie TV (2017)
- Mindhunter  - serie TV, episodi 1x4, 1x5 (2017)

### Regia
- Summer Night (2019)

### Produttore
- Son of Morning, regia di Yaniv Raz (2011)
- Summer Night (2019)

## Doppiatori italiani
Nelle versioni in italiano delle opere in cui ha recitato, Joseph Cross è stato doppiato da:
- David Chevalier in Nella rete del serial killer, Licorice Pizza
- Alessio Ward in Soluzione estrema, Jack Frost
- Fabrizio Manfredi in Correndo con le forbici in mano
- Alessio De Filippis in Smallville
- Nanni Baldini in Milk
- Alessio Puccio in Mindhunter
- Davide Perino in Mank